# Juan Fernández (kolarz)
Juan Fernández Martín (ur. 8 stycznia 1957 w Alhama de Granada) – hiszpański kolarz szosowy, trzykrotny medalista mistrzostw świata.

## Kariera
Pierwszy sukces w karierze Juan Fernández osiągnął w 1980 roku, kiedy zdobył brązowy medal w wyścigu ze startu wspólnego podczas mistrzostw świata w Sallanches. W zawodach tych wyprzedzili go jedynie Francuz Bernard Hinault oraz Włoch Gianbattista Baronchelli. Wynik ten Hiszpan powtórzył na mistrzostwach świata w Villach w 1987 roku i rozgrywanych rok później mistrzostwach świata w Ronse. Przegrał tam odpowiednio z Irlandczykiem Stephenem Roche'em i Włochem Moreno Argentinem oraz Włochem Maurizio Fondriestem i Martialem Gayantem z Francji. Ponadto w latach 1979, 1980 i 1983 wygrywał Gran Premio Navarra, Klasika Primavera w latach 1980 i 1983, w 1981 roku był drugi w Vuelta a Aragón i trzeci w Vuelta a La Rioja, w 1985 roku był najlepszy w Clásica a los Puertos, a w latach 1985-1986 zajmował trzecie miejsce w Clásica de San Sebastián. Pięciokrotnie startował w Vuelta a España, łącznie wygrywając cztery etapy. Najlepszy wynik osiągnął w 1980 roku, kiedy zwyciężył w klasyfikacji górskiej, a w klasyfikacji generalnej był szesnasty. W tym samym roku wygrał jeden etap Giro d'Italia i zajął 24. miejsce klasyfikacji generalnej. Trzykrotnie startował w Tour de France, ale tylko raz zdołał go ukończyć - 1981 roku zajął 50. pozycję. Nigdy nie wystąpił na igrzyskach olimpijskich. W 1988 roku zakończył karierę.